# 샤로프 라시도프
샤로프 라시도비치 라시도프(우즈베크어: Sharof Rashidovich Rashidov, 러시아어: Шараф Рашидович Рашидов 샤라프 라시도비치 라시도프[*], 1917년 10월 24일 ~ 1983년 10월 31일)는 1961년부터 1983년까지 우즈베크 소비에트 사회주의 공화국 당수이자 소련 공산당 중앙위원회 정치국 후보위원이었다. 1959년 그는 우즈베키스탄 공산당 제1서기가 되었다.

## 생애
러시아 혁명 전날 우즈베키스탄 지자흐의 가난한 농민 가정에서 태어난 샤라프 라시도프는 사마르칸트 신문의 교사, 언론인, 편집자로 일했다. 1942년 제2차 세계 대전 당시 독일 전선에서 입은 상처를 입고 귀국했다. 1949년 우즈베키스탄 작가 연맹의 수장이 되었고, 1950년 우즈베키스탄 최고 소비에트의 프라시디움 의장에 선출되었다.
소련에서 그의 이름은 레오니트 브레즈네프 말기의 부패, 족벌주의, 위대한 면화 스캔들의 동의어가 되었다. 모스크바로부터 목화 생산량을 늘려달라는 주문이 들어오자 우즈벡 정부는 관개·수확된 토지가 기적적으로 성장했다는 보고로 화답했고 생산과 효율의 향상을 기록했다. 오늘날 이 기록들의 대부분은 위조된 것으로 보인다. 우즈벡 지도부는 이러한 과장된 수치를 이용하여 소련 중앙 자금에서 상당량의 부를 우즈베키스탄으로 이전했다. 1983년 10월 31일 우즈베크 카라칼파크 ASSR의 엘리크칼라에서 사망하였다. 그가 죽은 직후, 그가 곧 망신을 당할 것을 깨닫고 자살했다는 소문이 퍼졌다. 그러나 이는 확인된 적이 없다.
라시도프 사후 10년 동안 모스크바는 이전 10년 동안 약해졌던 우즈베크 소비에트 사회주의 공화국의 중앙 통제권을 되찾으려고 시도했다. 1986년, 공화국의 거의 모든 당과 정부 지도부가 면화 생산량 수치를 조작하는 데 공모했다고 발표되었다. 모스크바에서 검찰을 불러들이는 등 우즈벡 지도부에 대한 대대적인 숙청이 이루어졌고, 체포, 처형, 자살로 이어졌다. 브레즈네프의 사위인 유리 추르바노프가 사건에 연루되면서 부패가 얼마나 크게 확대됐는지는 결코 알려지지 않았다. 소련의 나머지 지역에서는 이러한 부패가 연방 전체에 만연해 있었음에도 불구하고 우즈베키스탄은 부패의 대명사가 되었다. 우즈베키스탄이 독립한 후 라시도프는 국민적 영웅으로 재등장했다 그는 우즈베키스탄이 중앙 통제에서 상당히 자율적으로 되는 상황을 가까스로 만들어내면서 모스크바를 교묘하게 거역하고 "체제 타파"할 수 있는 방법을 찾은 강력한 지도자로 우즈베키스탄에서 평가받고 있다.